# Cratere Alfr
Alfr è un cratere sulla superficie di Callisto.